# Чирянка жовтощока
Чирянка жовтощока (Spatula hottentota) — водоплавний птах родини качкових (Anatidae). Поширений в Африці.

## Поширення
Він широко поширений у південно-східній частині Африки та на Мадагаскарі. Трапляється від Судану та Ефіопії на захід до Нігеру та Нігерії та на південь до ПАР та Намібії. Віддає перевагу середовищам існування з великою кількістю рослин із плаваючим листям і окраїнною рослинністю, включаючи мілкі прісноводні болота, багновища, струмки, мілкі невеликі озера та ставки з краями очерету або папірусу.

## Опис
Це найменший вид з роду Spatula. У нього чорні голова та потилиця, а щоки та горло горіхово-білі. Спина чорно-бура, груди коричневі з чорним відтінком. На крилах є зелене дзеркало. Дзьоб синьо-сірий, лапки сірі. Довжина 30-35 см, вага близько 240 грамів, самиці трохи менші.

## Спосіб життя
Харчується комахами, молюсками, насінням і рослинами. Відкладає в середньому 5-8 яєць, висиджування триває 22 дні, а пташенята ростуть приблизно 5 тижнів.